# Collioure (wijn)

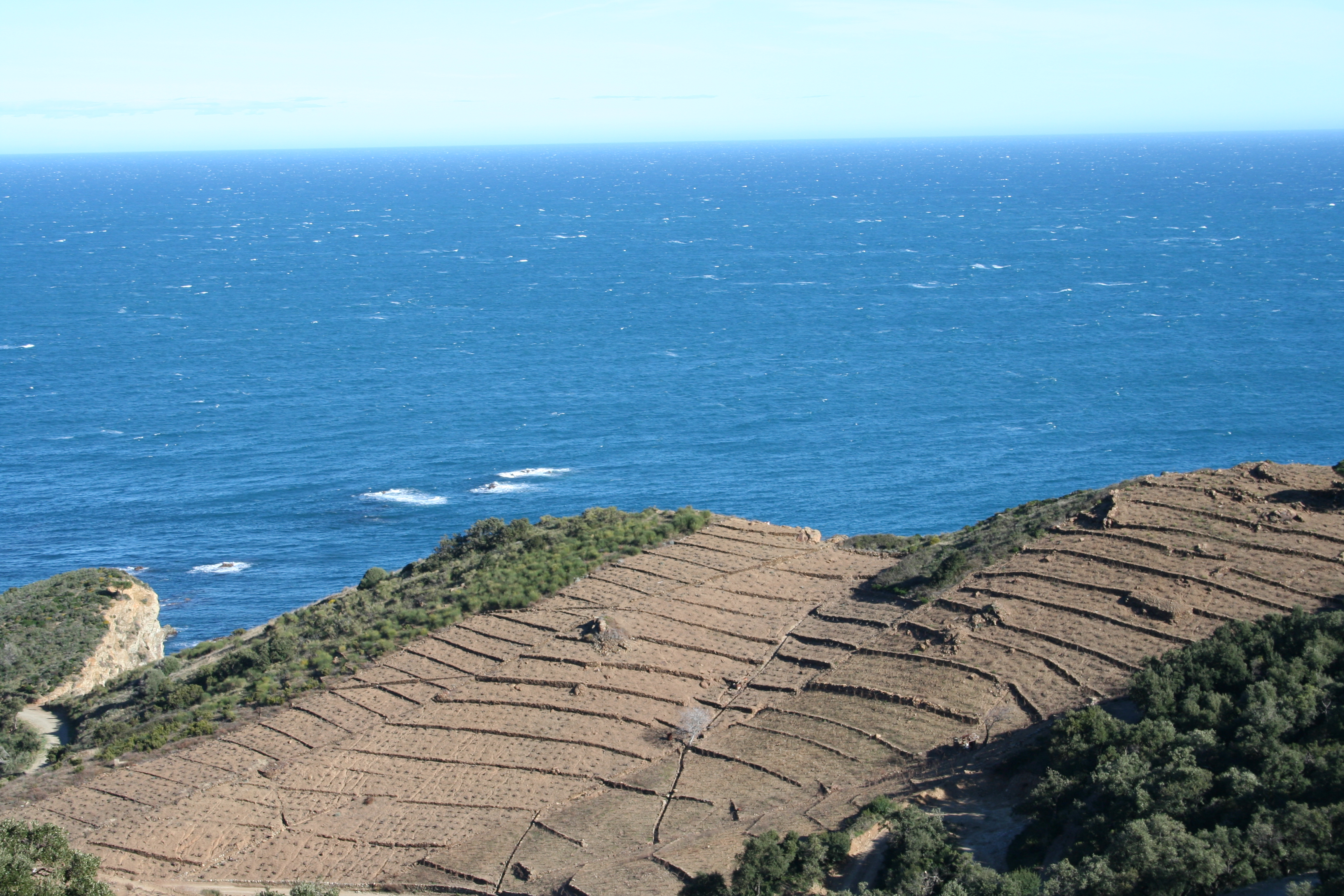
Wijngaarden van AOC Collioure bij Banyuls in de winter

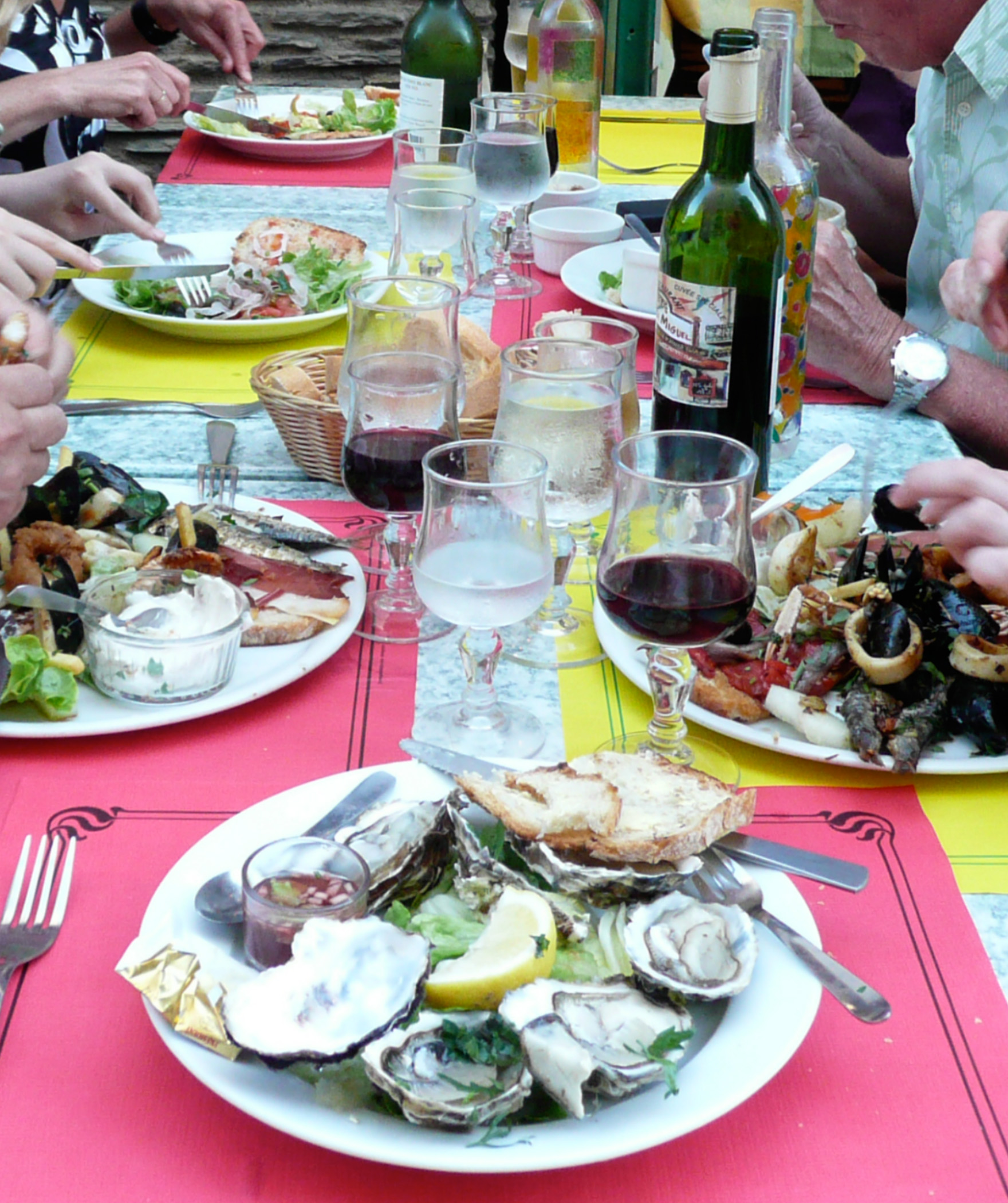
AOC Collioure en streekgerechten

Collioure is een Franse wijn uit Roussillon.

## Variëteiten
Onder de AOC Collioure valt zowel rode (60%), witte (14%) als rosé (26%) wijn.

## Kwaliteitsaanduiding
Collioure heeft sinds 1971 een AOC-AOP-status.

## Gebied
De wijnstreek ligt in het oostelijke deel van departement Pyrénées-Orientales.

## Toegestane druivensoorten
- Rood en rosé bestaat uit een blend van minimaal twee van de volgende druivensoorten: grenache noir, syrah, mourvèdre en carignan.
- Wit bestaat uit een blend van minimaal twee van de volgende druivensoorten: grenache blanc, grenache gris, roussanne, marsanne, vermentino, macabeu en malvoisie de Roussillon.

## Opbrengst en productie
- Areaal is 630 ha.
- Opbrengst mag maximaal 40 hl/ha bedragen.
- Productie bedraagt 19.000 hl.